# Xã Clark, Quận Johnson, Indiana
Xã Clark (tiếng Anh: Clark Township) là một xã thuộc quận Johnson, tiểu bang Indiana, Hoa Kỳ. Năm 2010, dân số của xã này là 2.460 người.